# 経過勘定
経過勘定（けいかかんじょう、deferred and accrued accounts）は、一定の契約に従い、継続して役務の提供を受ける場合、または提供を行う場合において、適正な損益計算を実現するために発生する勘定である。

## 概要
会計処理の原則である実現主義、発生主義、費用収益対応の原則に基づき、実際の現金収支の時期とは関係なく、役務の効果のある期間にわたり、費用と収益を期間配分する必要から生じた勘定である。
既に提供を受けている、または提供を行っている役務に対して、支払を行っていない、または支払を受けていない対価について、発生分を見越して計上する見越勘定（accrued accounts）と、未だ提供を受けていない、または提供を行っていない役務に対して、支払を行った、または支払を受けた対価について、未発生分を繰延べて計上する繰延勘定（deferred accounts）に大別される。
前者には未払費用、未収収益、後者には前払費用、前受収益がある。

## 経過勘定項目の具体例
経過勘定項目には、以下の4種がある。
| 勘定項目 | 費用/収益 | 繰延/見越 | 概要                                     |
| -------- | --------- | --------- | ---------------------------------------- |
| 前払費用 | 費用      | 繰延      | 支払っているが次期以降の費用になる金額   |
| 未払費用 | 費用      | 見越      | 支払っていないが当期の費用になる金額     |
| 前受収益 | 収益      | 繰延      | 受け取っているが次期以降の収益になる金額 |
| 未収収益 | 収益      | 見越      | 受け取っていないが当期の収益になる金額   |

## 未決済項目との違い
未決済項目である未払金、未収金、前払金、前受金とは、以下の点で区別する。
- 経過勘定は継続的役務提供契約のみから生じる
- 未決済項目は役務提供契約以外からも生じる
- 経過勘定は役務の提供又は受領が部分的に完了したもの
- 未決済項目は役務の提供又は受領がすべて完了したもの
- 未決済項目は役務の提供又は受領がまったく行われていないもの